# Herb Abramson
Pour les articles homonymes, voir Abramson.
Herb Abramson (16 novembre 1916 - 9 novembre 1999) est un dirigeant de société discographique américain, producteur de disques et cofondateur d'Atlantic Records.

## Biographie
Herbert Charles Abramson naît en 1916 dans une famille juive à Brooklyn. Ce fan de jazz fait des études à New York pour devenir dentiste. Il rencontre Ahmet et Nesuhi Ertegün à Washington où il organise avec eux des concerts de jazz. En 1944, il obtient un emploi auprès d'Al Green chez National Records, produisant les disques de Clyde McPhatter, The Ravens, Billy Eckstine et Big Joe Turner. Il fonde Jubilee Records en 1946 avec Jerry Blaine, dans l'intention d'enregistrer du jazz, du rhythm and blues et du gospel. Blaine obtient un certain succès en enregistrant des chansons juives humoristiques, mais ce genre n'intéresse pas Abramson, alors il revend à Blaine sa participation dans la société. Ahmet Ertegun, qui connaît le talent d'Abramson, approche celui-ci et sa femme Miriam Kahan avec une proposition de label, et ils fondent Atlantic Records en 1947, avec Abramson pour président et Ertegun en tant que vice-président. Les deux hommes gèrent l'aspect créatif de l'entreprise, et Miriam s'occupe de la partie financière.
En 1953, Abramson est mobilisé. Le journaliste Jerry Wexler le supplée et rejoint Atlantic en tant qu'associé, bien qu'Abramson conserve le titre de président. Quand ce dernier revient de l'armée en 1955, il trouve en Atlantic une compagnie transformée. Le frère d'Ertegun, Nesuhi, a lui aussi rejoint Atlantic en tant qu'associé en 1955 et connaît un grand succès dans la vente d'albums de jazz. Ertegun et Wexler enregistrent des tubes R&B qui évoluent vers la pop. Et son mariage raté avec Miriam se solde par un divorce, Abramson étant rentré d'Allemagne avec une petite amie enceinte qui deviendra sa seconde épouse.
Ahmet Ertegun et Abramson fondent Atco Records en 1955 en tant que filiale d'Atlantic. Abramson dirige le label seul. Il rencontre le succès avec le groupe vocal The Coasters, mais peine à obtenir un hit avec le chanteur Bobby Darin. Lorsqu'il annonce qu'il retire Darin du catalogue d'Atco, Ertegun enregistre trois morceaux avec celui-ci et deux d'entre eux deviennent des tubes : Queen of the Hop et Splish Splash. Abramson quitte Atlantic en décembre 1958, vendant ses parts de la société à Nesuhi Ertegun et à son ex-femme Miriam Bienstock (qui s'est remariée avec l'éditeur de musique Freddy Bienstock). Ahmet Ertegun devient président de l'entreprise. Herb Abramson lance plusieurs nouveaux labels, dont Triumph, Blaze et Festival. Son enregistrement post-Atlantic le plus réussi est la production de Hi-Heel Sneakers par le bluesman Tommy Tucker (sorti sur Checker, filiale de Chess).
Abramson développe une méthode de découpe des microsillons afin que chaque plage d'un disque puisse être écoutée indépendamment à partir du sillon sur lequel se pose le bras de lecture. Ce processus est utilisé sur une série de « Magic Records » produits par Abramson et commercialisés pour les enfants. Après avoir quitté Atlantic, Abramson vend le brevet à Mattel qui utilise le procédé pour développer la poupée parlante Chatty Cathy.
Abramson crée son propre studio d'enregistrement au début des années 1960, le A-1 Sound Studios (Atlantic-1) au 234 West de la 56e Rue à Manhattan. Avec l'ingénieur Jim Reeves, il produit les disques d' Elmore James, Don Covay, John Davidson, Mr. Wiggles, Johnny Nash, The Supremes, etc. Il déménage l'A-1 Sound dans la 76e Rue, au rez-de-chaussée d'un hôtel, près de Broadway. Parmi les musiciens qui enregistrent des démos dans ce studio, on compte Hank Crawford, Barry Manilow, Bette Midler, James Moody, Patti Smith et Muddy Waters. Le groupe d'avant-garde The Godz enregistre ses 3 premiers albums au studio de la 56e Rue en 1966, 1967 et 1968, et son 4e album dans celui de la 76e Rue en 1973. Jim McCarthy de The Godz y enregistre également son album solo (Alien). Jonathan Thayer, qui travaillera par la suite au Vanguard Recording Studios, produit pour le compte d'Abramson, tout comme Rob Fraboni et le studio maintenance engineer Mike Edl, qui a remplacé Carl Lindgren en avril 1969. L'A-1 Sound est géré par sa troisième et dernière femme, Barbara. Herb Abramson meurt en 1999 à Henderson (Nevada), Nevada, une semaine avant son 83e anniversaire.
En 1998, Abramson reçoit le « Pioneer Award » de la Rhythm and Blues Foundation.